# Kevork Noradounguian
Kevork Noradounguian ICPB (armenisch Գևորգ Նորատունկյան, * 16. November 1968 in Aleppo) ist ein syrischer armenisch-katholischer Ordensgeistlicher und Ordinarius für die armenischen Gläubigen in Osteuropa.

## Leben
Kevork Noradounguian trat der Ordensgemeinschaft der Patriarchalen Kongregation von Bzommar bei. Er studierte Philosophie und Katholische Theologie in Rom. Am 20. August 1995 empfing Noradounguian in Aleppo das Sakrament der Priesterweihe. Nach weiterführenden Studien erwarb er 1997 an der Päpstlichen Universität der Salesianer in Rom ein Lizenziat im Fach Pädagogik.
1997 kehrte Noradounguian in den Libanon zurück. Dort war er zunächst als Vizerektor des Kleinen Seminars in Bzommar tätig, bevor er 1998 Pfarrvikar in Bourj Hammoud wurde. Von 1999 bis 2007 fungierte er als Rektor des Kleinen Seminars in Bzommar und von 2001 bis 2007 auch als Regens des dortigen Priesterseminars. Zudem war er von 2003 bis 2007 Generalökonom der Patriarchalen Kongregation von Bzommar. Anschließend wirkte Noradounguian als Pfarrer der armenisch-katholischen Pfarrei in Moskau. Von 2010 bis 2015 war er Rektor der Kirche San Nicola da Tolentino agli Orti Sallustiani in Rom und des Päpstlichen Armenischen Kollegs. Daneben fungierte er von 2013 bis 2015 als Apostolischer Administrator ad nutum Sanctae Sedis des Patriarchal-Exarchats Jerusalem und Amman. Danach wirkte er als Pfarrer der armenisch-katholischen Pfarrei in Lyon. Ab August 2023 war Noradounguian Vikar der Patriarchalen Kongregation von Bzommar und Superior des Klosters Bzommar.
Papst Franziskus ernannte ihn am 21. August 2024 zum Titularerzbischof von Sebaste degli Armeni und zum Ordinarius für die armenischen Gläubigen in Osteuropa. Der armenisch-katholische Patriarch von Kilikien, Raphaël Bedros XXI. Minassian ICPB, spendete ihm am 21. September desselben Jahres in der Kirche San Nicola da Tolentino agli Orti Sallustiani in Rom die Bischofsweihe; Mitkonsekratoren waren der armenisch-katholische Erzbischof von Bagdad, Nersès Zabbara, und der Weihbischof in Beirut, Robert Badichah ICPB. Die Amtseinführung erfolgte am 26. September 2024.